# Объединённый Вилаят Кабарды, Балкарии и Карачая
Объединённый Вилаят Кабарды, Балкарии и Карачая (Вилаят КБК) — исламистская джихадистская террористическая организация, функционировавшая в Кабардино-Балкарии и Карачаево-Черкесии под разными названиями со второй половины 1990-х до середины 2010-х годов.
Был создан как Кабардино-Балкарский джамаат и возглавлен в 1998 году нальчикским имамом Мусой (Артуром) Мукожевым, его заместителем тогда же стал Анзор Астемиров. Потерпел крах после нападения на Нальчик 13 октября 2005 года. Успешные спецоперации против боевиков и ликвидации главарей привели к постоянному снижению террористической активности в последующие годы. Результатом стало то, что в 2016 году МВД Кабардино-Балкарии объявило, что на территории республики боевиков больше нет.

## История

### Предыстория
В 1993 году в КБР молодёжью был основан Исламский центр Кабардино-Балкарии (ИЦКБ), руководить которым в 1994 году Духовное управление мусульман (ДУМ) КБР, представляющее официальное мусульманское духовенство, назначило Мусу Мукожева — имам-хатыба мечети в микрорайоне Нальчика Вольный аул с 1997 года, быстро ставшего популярным среди прихожан и за короткое время построившего централизованную разветвлённую сеть групп мусульман. 

### Кабардино-Балкарский джамаат
В 1998 году на основе ИЦКБ им был создан Кабардино-Балкарский джамаат, который он возглавил, а его заместителем стал Анзор Астемиров. Однако со временем джамаат перешёл в оппозицию к ДУМ КБР и властям. Начиная с 2000 года имя его главы неоднократно фигурировало в уголовных делах, связанных с религиозным экстремизмом. В августе 2000 года Главным управлением Генеральной прокуратуры РФ на Северном Кавказе против него было возбуждено уголовное дело за пособничество незаконным вооруженным формированиям; в постановлении отмечалось, что им в 1999 году создана исламистская группа, действия которой были направлены на оказание помощи Хаттабу и Басаеву. В 2001 году Мукожев и Астемиров были задержаны по подозрению в причастности к террористическим актам, совершённым на территории Ставропольского края и Карачаево-Черкесии (см.); они провели три месяца в следственном изоляторе Пятигорска «Белый лебедь», однако затем «за недоказанностью» были освобождены. Утверждают, что первоначально Мукожев и Астемиров не были радикально настроенными.
В начале 2001 года от джамаата откололась часть во главе с братьями Асланом и Русланом Беккаевыми. Совместно с лидером карачаевского джамаата Салпагаровым они готовили вооружённое исламистское восстание в КБР и Карачаево-Черкесии, запланированное на лето того же года, но оно оказалось сорванным из-за серии арестов. Братья Беккаевы и большая часть карачаевцев и балкарцев сумела тогда уйти в Грузию и присоединиться к отряду Руслана Гелаева в Панкисском ущелье.
В 2002 году в Нальчике Русланом Нахушевым была создана общественная организация Институт исламских исследований, который он возглавил, а Мукожев и Астемиров стали его заместителями. Отмечалась близость этого института к джамаату.
Во второй половине 2003 года начались активные притеснения мусульман со стороны властей — массовые обыски, задержания — в связи с тем, что на территории республики длительное время практически открыто находился Басаев. Мукожев в 2003—2004 годах выступал с заявлениями, что с трудом удерживает джамаат от вооружённого выступления в ответ. В 2004 году его мечеть в Нальчике была закрыта, и в том же году он сам перешёл на нелегальное положение.
14 декабря 2004 года в Нальчике под руководством Астемирова и Ильяса Горчханова было совершено вооружённое нападение на управление Государственного комитета по контролю за незаконным оборотом наркотиков, тогда Горчхановым были убиты четверо сотрудников управления, боевики захватили более 250 единиц оружия. Как отмечают, после этого в общине произошёл раскол, часть членов поддержала Астемирова, однако Мукожев выступил против, но некоторое время спустя поддержал силовые акции.
По данным правоохранительных органов, в 2005 году отделения джамаата существовали практически во всех районах республики, объединяя до 10 тысяч человек.
В октябре 2005 года Астемиров и Горчханов руководили нападением двух сотен боевиков на Нальчик, провал которого послужил крахом джамаата.

### Джамаат «Ярмук»
Джамаат был образован в 2002 году десятком жителей Кабардино-Балкарии (в их числе Адамей Джаппуев) во главе с Муслимом Атаевым, ранее подчинявшихся Руслану Гелаеву. Костяк джамаата составляли уроженцы села Кёнделен Эльбрусского района Кабардино-Балкарии, откуда был родом Атаев.
Первое столкновение с боевиками джамаата относят к бою 18 августа 2004 года в Чегемском районе республики, когда их группировка численностью в несколько десятков бойцов попала в окружение, из которого сумела вырваться. После спецоперации в Нальчике в январе 2005 года, когда был убит лидер джамаата Муслим Атаев, «Ярмук» был объявлен практически полностью уничтоженным. С 2005 года входил в состав Кабардино-Балкарского сектора Кавказского фронта.
Лидеры джамаата КБР утверждали, что не связаны с «Ярмуком», в УБОП же его считали их боевым звеном.
В 2005 году Юлия Латынина оценивала его численность в 15—70 человек.

### Объединённый Вилаят Кабарды, Балкарии и Карачая
В октябре 2007 года, после провозглашения Имарата Кавказ, все подпольные организации в КБР (а вскоре и КЧР) стали частью "Объединённого вилаята Кабарды, Балкарии и Карачая".
В феврале 2011 года боевики фактически сорвали курортный сезон в посёлках Приэльбрусья, совершив ряд терактов, подорвав канатную дорогу в Эльбрусском районе и расстреляв там же спустя несколько дней группу туристов из Москвы — в ряде районов КБР был введён режим контртеррористической операции, действовавший вплоть до ноября, когда глава республиканского Следственного комитета Валерий Устов заявил, что указанные теракты фактически раскрыты, часть причастных к ним уничтожена в ходе спецопераций, а часть находится в розыске. По словам Устова, криминогенная обстановка в республике оставалась сложной, на предложение властей боевикам сдаться не явился ни один человек, местные жители не выдавали боевиков даже за обещанную награду до 2 млн рублей.
Как отмечается, Объединённый Вилаят Кабарды и Карачая находится на «самофинансировании» — им обложены под угрозой расправы «налогом на джихад» местные предприниматели.
Несмотря на активизацию подполья в 2010—2012 годах и совершение ряда резонансных терактов, действия правоохранительных органов республики дали свои результаты. Успешные спецоперации против боевиков и ликвидации главарей привели к постоянному снижению террористической активности в последующие годы. Результатом стало то, что в 2016 году МВД Кабардино-Балкарии объявило, что на территории республики боевиков больше нет.

## Лидеры
- Муслим Атаев (Сейфуллах[15]) (убит 27 января 2005)[16] (лидер "Ярмука");
- Рустам Беканов (Сейфуллах) (убит 29 апреля 2005)[15] (лидер "Ярмука");
- Артур Мукожев (Муса) (убит 10 мая 2009 года)[17] (лидер КБД, вскоре – вали КБК);
- Адамей Джаппуев (Абу-Джана) (убит 21 июня 2009 года)[18] (лидер "Ярмука", вскоре – заместитель валия КБК);
- Анзор Астемиров (Сейфуллах) (убит 24 марта 2010 года)[19] (вали КБК);
- Аскер Джаппуев (Абдуллах) (убит 29 апреля 2011 года)[20] (вали КБК);
- Алим Занкишиев (Убайдуллах) (убит 27 марта 2012 года)[21];
- Тимур Татчаев (Хамза) (убит 25 июня 2012 года)[22][23] (вали КБК);
- Руслан Батырбеков (Хамза[24]) (убит 20 сентября 2012 года)[25] (вали КБК);
- Хасамби Факов (Абу-Хасан) (убит 7 августа 2013 года)[26](лидер КД, вскоре – вали КБК);
- Тенгиз Гукетлов (Тенгиз) (убит 14 марта 2014 года)[27] (вали КБК);
- Астемир Берхамов (Аль-Бара) (убит 23 мая 2014 года)[28] (вали КБК);
- Роберт Занкишиев (Абдуллах) (убит 10 ноября 2015) (лидер Кабардино-Балкарского сектора Вилаята Кавказ)
- Залим Шебзухов (Салим) (убит в Санкт-Петербурге 17 августа 2016 года)[29] (вали КБК);
- Абдуль-Азиз (отстранён от должности валия КБК в 2016).